# Pnoepyga formosana
Pnoepyga formosana е вид птица от семейство Pnoepygidae.

## Разпространение
Видът е разпространен в Китай.